# Duppy
Un duppy est une créature fantomatique maléfique de la tradition anglo-caribéenne. C'est une sorte de pendant du soukounian antillais. Le terme vient d'un mot de patois jamaïcain d'origine incertaine qui signifie « fantôme » ou « esprit ».

## Dans la culture populaire

### Série télévisée
- Dans la série "Lost Girl", épisode 11 saison 3, on voit une Duppy.

### Musique
- De nombreux titres de musique reggae chantés par des artistes jamaïcains y font référence, dont le célèbre Duppy Conqueror enregistré par les Wailers pour Lee Perry[2].

## Sources
1. ↑  Joseph John Williams, Psychic phenomena of Jamaica, Forgotten Books, 1934, p. 131-132
2. ↑  Magazine "Reggae Vibes" n° 17 avril-mai 2011